# Konrad Talmont-Kamiński
Konrad Talmont-Kamiński (ur. 1 stycznia 1971 w Chojnicach) jest filozofem analitycznym i kognitywistą zajmującym się epistemologią, filozofią nauki, filozofią umysłu i teorią racjonalizmu. W jego pracy wpływ także ma psychologia, biologia, historia, antropologia i inne dziedziny wiedzy.
Otrzymał bakalaureat z historii i filozofii nauki na University of Melbourne w Melbourne w Australii w roku 1994, MA na University of Western Ontario w London (Kanada) w roku 1995 i doktorat na Monash University w Melbourne (Australia) w roku 1999, pod kierunkiem prof. Johna Bigelowa. W roku 2001 przeniósł się do Polski gdzie pracował dla Polskiej Akademii Nauk, a potem na Uniwersytecie Marii Curie-Skłodowskiej w Lublinie, na Wydziale Psychologii Wyższej Szkoły Finansów i Zarządzania w Warszawie  i na Wydziale Historyczno-Socjologicznym Uniwersytetu w Białymstoku (od 2017), gdzie objął Zakład Kognitywistyki Społecznej w Instytucie Socjologii i Kognitywistyki. Publikuje w czasopismach takich jak The Monist, Frontiers in Psychology and Religion, Brain and Behavior i Skeptical Inquirer.
Podczas stypendium w wiedeńskim Konrad-Lorenz-Institut für Evolutions- und Kognitionsforschung zaczął pracować nad poznawczymi podstawami wiary w zjawiska nadprzyrodzone, przesądy, magię i religię. Praca ta zaowocowała wydaną w 2004 roku książką pt. Religion as a Magical Ideology: How the Supernatural Reflects Rationality, za którą otrzymał habilitację w 2014 roku. Wyniki swoich prac prezentuje także podczas wielu konferencji w Australii i Europie. Podczas 17 Europejskiego Konresu Sceptyków we Wrocławiu przedstawi wykład pt. Cognition and the Science/Religion Debate.
Obecnie zajmuje się empirycznymi konsekwencjami modelu zaproponowanego w swojej książce, powiązaniem rytualizacji zachowań z przesądami i rozwojem teorii racjonalności, bazującej na pracach Peirce'a.

## Publikacje
Wybrane publikacje:
- Commentary: Why Do You Believe in God?[16]
- Commentary: Religious credence is not factual belief[17]
- For God and Country, Not Necessarily for Truth: The Nonalethic Function of Superempirical Beliefs[18]
- Why Do You Believe in God?[19]
- Explaining representation, naturally[20]
- Effective untestability and bounded rationality help in seeing religion as adaptive misbelief[21]

## Książki
Lista książek autorstwa Konrada Talmonta-Kamińskiego:
- Religion as Magical Ideology: How the Supernatural Reflects Rationality (Religion, Cognition and Culture) ISBN 978-1-84465-644-8[12]
- Regarding the Mind, Naturally: Naturalist Approaches to the Sciences of the Mental ISBN 978-1-4438-4341-6[23]
- Beyond Description: Naturalism and Normativity (Texts in Philosophy) ISBN 978-1-904987-91-8[24]

## Wykłady i wywiady
- How can philosophy inform the science and religion dialogue?[25]
- Wykład Magical thinking and religion[26]
- Konrad Talmont-Kamiński – o wykładowcy[27][28]
- Dlaczego religie są tak trwałe?[29][30]
- Badanie rytualizacji zachowań ludzkich[31]

## Reviews
- Recenzja książki The Cambridge Companion to the Philosophy of Biology[32]
- Recenzja książki Re-Engineering Philosophy for Limited Beings[33]